# Enrique Sattler
Godofredo Enrique Sattler (* 22. Mai 1863 in Guadalajara (Mexiko); † 6. November 1944 in Bremen) war ein deutscher Chirurg in Bremen.

## Leben
Sattler wurde 1869 von den Eltern nach Bremen geschickt, um deutsch erzogen zu werden. Er besuchte das Alte Gymnasium, machte das Abitur aber 1882 am Friedrichsgymnasium (Kassel).
An der Albert-Ludwigs-Universität Freiburg, der Ruprecht-Karls-Universität Heidelberg und der Friedrich-Wilhelms-Universität zu Berlin studierte er Medizin. Während seines Studiums wurde er Mitglied der Verbindung Vineta (seit 1909 Burschenschaft Vineta Heidelberg). Nach dem Staatsexamen verschaffte er sich eine gründliche, vorwiegend chirurgische Ausbildung. Mit einer Doktorarbeit bei Vincenz Czerny wurde er 1890 in Heidelberg zum Dr. med. promoviert. Zu seinen Lehrern zählten auch Fritz von Bramann in Halle und kurzzeitig Theodor Billroth in Wien. 1893 ließ er sich in Bremen nieder, als Facharzt für Chirurgie und für das neue Gebiet Orthopädie. Das Vereinskrankenhaus vom Roten Kreuz berief ihn bald als chirurgischen Mitarbeiter. Bis dahin waren die Ärzte der karitativen Krankenhäuser Allgemeinpraktiker, die sowohl die internistischen als auch die chirurgischen Kranken behandelten. Sattler brachte die moderne Chirurgie nach Bremen. Seine Tätigkeit erweiterte sich 1896, als er zum Arzt am Kinderkrankenhaus ernannt wurde. Seine mit einer Privatklinik verbundene Praxis betrieb er weiter. 1902 zum beamteten Direktor der Chirurgischen Klinik berufen, fand er seine Lebensaufgabe. Er selbst übernahm die theoretische Ausbildung des Pflegepersonals, das überwiegend von Diakonissen und Diakonen der Von Bodelschwinghschen Stiftungen Bethel gestellt wurde. Bei der Bevölkerungszunahme Bremens wurde die 1890 errichtete Klinik zu klein. Die technische Ausstattung genügte nicht den neuen medizinischen Erfordernissen. Sattler entwarf die Pläne für die 1907/08 ausgeführte Erweiterung und Modernisierung. Er beschaffte das erste Röntgengerät der Krankenanstalt. 1910 leitete er die 6. Tagung der Vereinigung Nordwestdeutscher Chirurgen. Am Ersten Weltkrieg nahm er zunächst als Stabsarzt, dann als Generaloberarzt und beratender Chirurg eines Armee-Korps teil. Der Senat der Freien Hansestadt Bremen verlieh ihm am 1. April 1915 den Professorentitel. Mehrere seiner Assistenten wurden Chefs chirurgischer Krankenhausabteilungen.